# 依麗莎白·顧姬
依麗莎白·顧姬（英語：Elizabeth Goudge，1900年4月24日—1984年4月1日），英格蘭小說作家、短篇故事和兒童文學作家。最著名的文學作品為1946年的《小白馬》（The Little White Horse），同年榮獲卡內基獎章（Carnegie Medal Carnegie Medal）。1944年的小說《Green Dolphin Country》在美國出版的書名為《Green Dolphin Street》（綠豚街），1947年改編成同名電影《Green Dolphin Street （页面存档备份，存于）》上映。

## 兒童文學作品
- 《Sister of the Angels: A Christmas Story》(1939年)
- 《冒煙之屋》（Smokey House，1940年）
- 《The Well of the Star》(1941年)
- 《Henrietta's House》(1942年)
- 《小白馬》（The Little White Horse，1946年）
- 《Make-Believe》(1949年)
- 《The Valley of Song》(1951年)
- 《Linnets and Valerians》(1964年)
- 《I Saw Three Ships》(1969年)

## 小說作品
- 《島之傳奇》（Island Magic，1934年）
- 《中間那扇窗》（The Middle Window，1935年）
- 《山丘上的城堡》（The Castle on the Hill，1941年）
- 《綠豚街》（Green Dolphin Country，1944年）
- 《龍膽植物》（Gentian Hill，1949年）
- 《The Rosemary Tree》，1956年
- 《白色手錶》（The White Witch，1958年）
- 《The Scent of Water》，1963年
- 《來自海洋的孩子》（The Child From the Sea，1970年）